# Syzygium argyrocalyx
Syzygium argyrocalyx är en myrtenväxtart som först beskrevs av Otto Warburg, och fick sitt nu gällande namn av Elmer Drew Merrill och Lily May Perry. Syzygium argyrocalyx ingår i släktet Syzygium och familjen myrtenväxter. Inga underarter finns listade i Catalogue of Life.